# Alepia hirtiventris
Alepia hirtiventris är en tvåvingeart som först beskrevs av Tonnoir 1920. Alepia hirtiventris ingår i släktet Alepia, och familjen fjärilsmyggor. Inga underarter finns listade i Catalogue of Life.